# Symfonie in g-mineur
Ernest John Moeran voltooide zijn Symfonie in g-mineur in januari 1937. Het zou zijn enige voltooide symfonie blijven.

## Geschiedenis
Moeren, deels Brits en deels Iers begon al aan een symfonie in 1924. Dat kwam goed uit want in 1926 verzocht collega-componist, maar ook dirigent Hamilton Harty Moeran om een symfonie. Beoogd orkest was het Hallé Orchestra uit Manchester. Beide zaken samengevat, er werd een première aangekondigd op 4 maart 1926. Die viel in het water, want vlak voordat het werk af was, trok de componist het werk terug. Hij was niet overtuigd van het werk. Vanaf begon een strijd om de symfonie te voltooien. Hij werkte eraan, maar gooide ook weer grote delen weg. De symfonie werd pas voltooid op 24 januari 1937 en opgedragen aan Hamilton Harty. Die wilde dat eigenlijk niet meer, aangezien hij gepasseerd werd voor de eerste uitvoering. Harty was inmiddels teruggetreden als dirigent van Hallé.
Noch de oorspronkelijke dirigent, noch het genoemde orkest was bij de première betrokken. Het was uiteindelijk Leslie Heward met de Royal Philharmonic Society die op 13 januari 1938 met de eer ging strijken. Moeran zou Heward de ideale dirigent van zijn werken noemen. Een half jaar later was het werk opnieuw in Londen te horen. Henry Wood dirigeerde de BBC Symphony Orchestra tijdens het Proms-concert van 11 augustus 1938. Moerans Vioolconcert was dat betreft populairder. De vlotte start zette de symfonie niet voort. Voor een tweede uitvoering tijdens een Promsconcert moest men wachten tot 23 juli 2009; Vassily Sinaisky dirigeerde het toen.

## Muziek
Het werk is verdeeld in de vier standaard delen:
1. Allegro
2. Lento
3. Vivace
4. Lento – allegro

Moeran haalde inspiratie voor dit werk uit zijn verblijfplaats te County Kerry in Ierland en de duinen van Oost-Norfolk te Engeland. Basis voor het werk was zijn eigen interpretatie van het volksliedje The shooting of his dear (uit Six songs from Norfolk). Het werk heeft de typische Britse klank en werd vergeleken met de klank van werken van Arnold Bax, Frederick Delius en Peter Warlock. De symfonie kreeg wel het commentaar mee, dat hij te veel kanten opschoot, derhalve ongedisciplineerd. Dat weet men aan het gebrek aan ervaring van de componist op dit gebied. Het eerste deel kent wel de sonatevorm. Toch was het dit werk, dat gebruikt werd om Britse muziek overzee aan de man te brengen. Er werd in 1942 een opname gemaakt met opnieuw Heward (een van zijn laatste) met het Hallé. De componist was daarbij aanwezig, doch dat werd niet altijd op prijs gesteld.

### Orkestratie
- 2 dwarsfluiten (II ook piccolo), 2 hobo’s, 2 klarinetten, 2 fagotten
- 4 hoorns, 3 trompetten, 3 trombones, 1 tuba
- pauken, percussie, harp
- violen, altviolen, celli, contrabassen

## Discografie
Door de jaren heen zijn er altijd opnamen van dit werk voorhanden geweest. Echter een topper binnen het symfonisch repertoire, ook het Britse, is het nooit geworden. De waardering voor het werk steeg wel enigszins. Enkele opnamen:
- Leslie Hewards opname uit 1942 zijn in 2014 nog steeds verkrijgbaar
- Neville Dilkes met het English Sinfonia (jaren zeventig voor EMI Group)
- Adrian Boult met het New Philharmonia Orchestra (opname 1975, voor Lyrita Records)
- Vernon Handley met het Ulster Orchestra (opname september 1987, voor Chandos)
- David Lloyd-Jones met het Bournemouth Symphony Orchestra (opname 2001, voor Naxos)